# أمبيليي (بيلا)

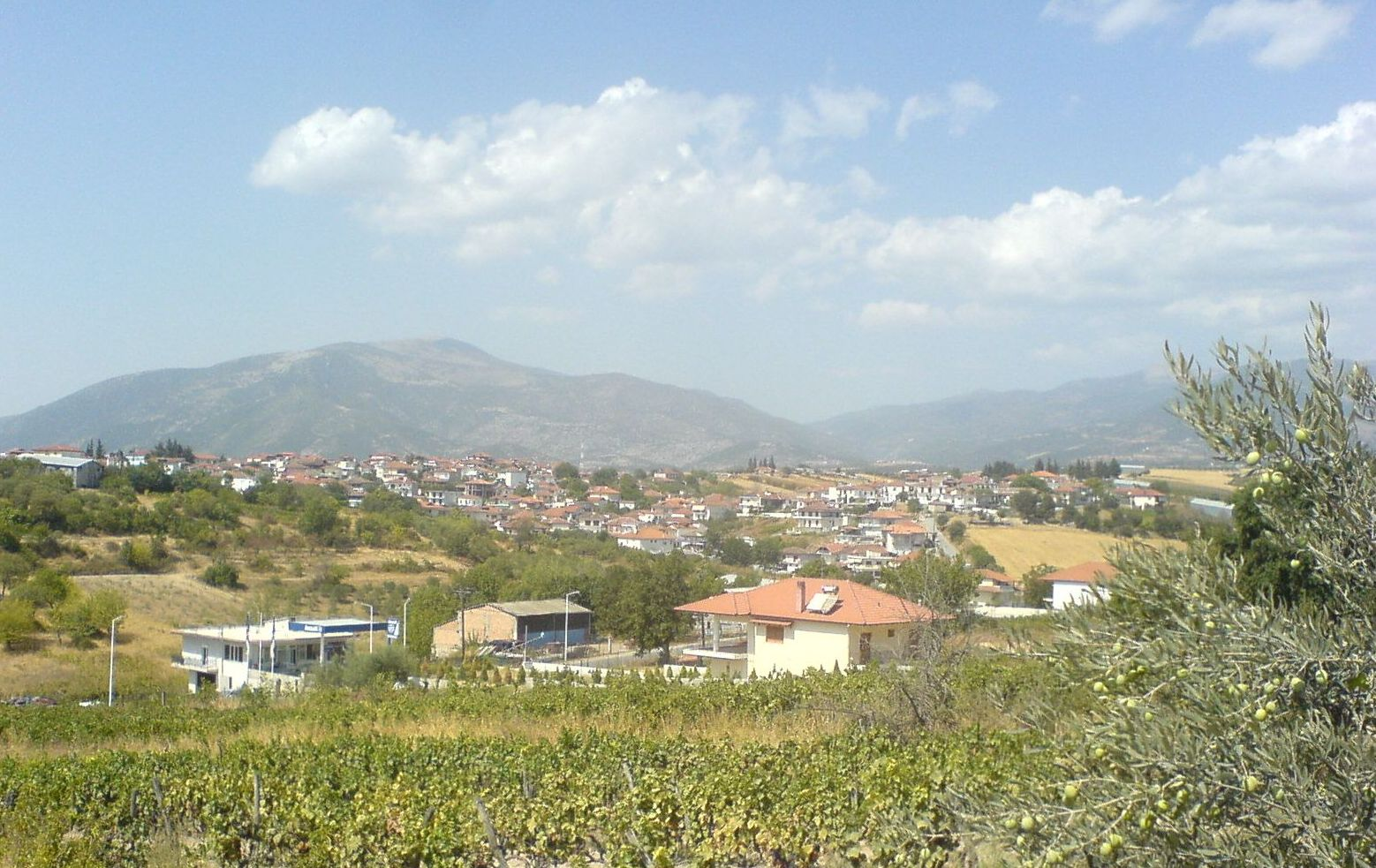
أمبيليي كما تبدو من كروشاري.

أمبيليي (Αμπελείαι) هي مدينة في بيلا في مقاطعة فوريا إلادا في اليونان.
يبلغ عدد سكانها حوالي 1015 نسمة.